# Ushnu (construcció)

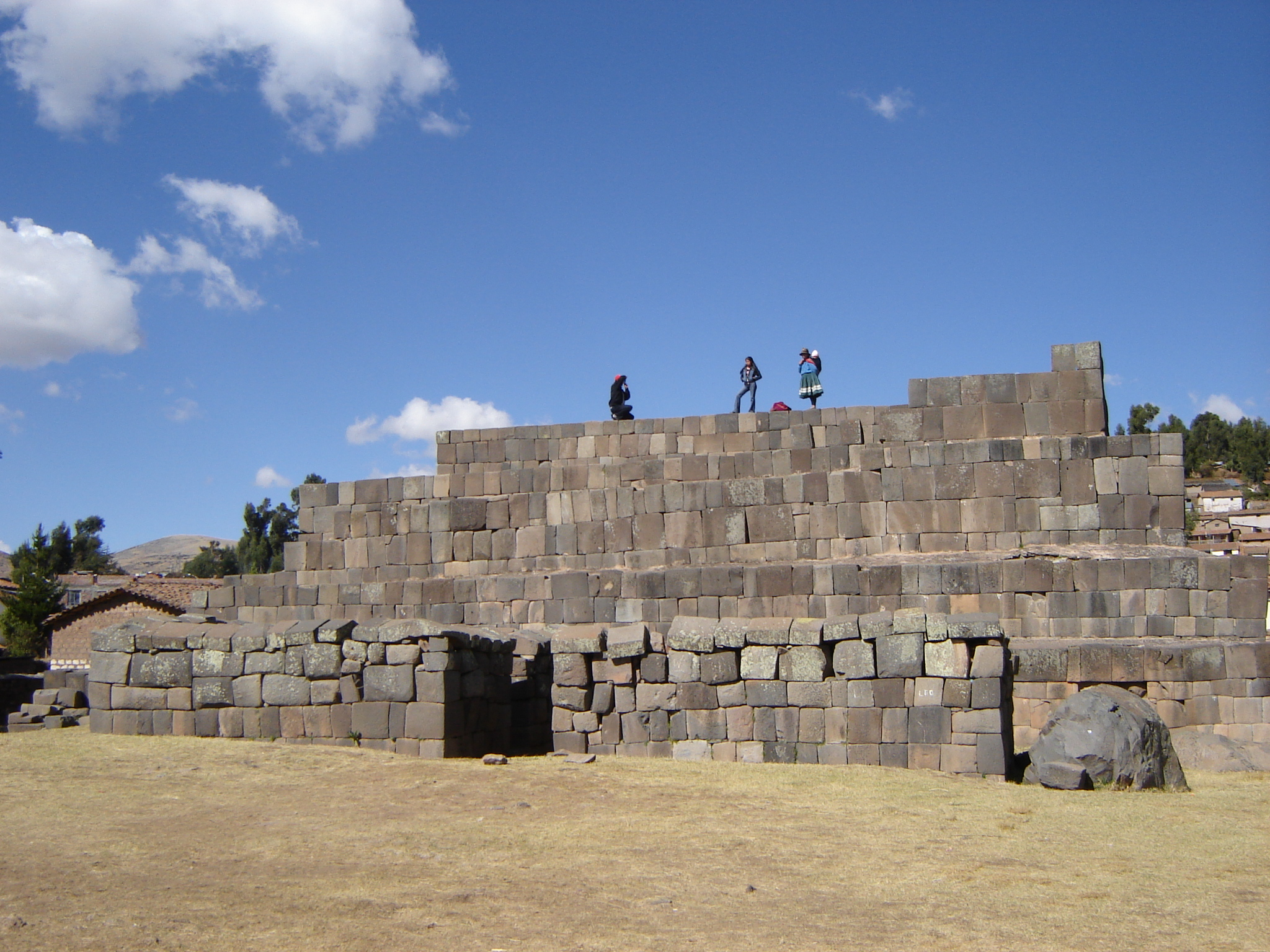
Ushnu de VilCashuamán

Un ushnu és una construcció en forma de piràmide o més sovint de plataforma que usaven els inques per a presidir les cerimònies més importants de l'Imperi inca o Tahuantinsuyo.

## Descripció

### Etimologia del nom
Poc se sap sobre l'etimologia de ushnu, però sembla significar el lloc compost de pedres on es filtra l'aigua, i que aquest degué ser-ne el concepte inicial. Els llocs amb característiques d'ushnu tenen més factibilitat per a la recepció d'ofrenes líquides dels pobles amerindis, sobretot de chicha. D'aquesta manera, es va configurar un concepte cerimonial de l'ushnu, que es referiria «al lloc on s'ofrenaven líquids, o lloc de libacions».
| «                             | Pachacuti Inca va donar ordre per a sacrificar a les "huacas" i a les cases del sol i temple de Coricancha; el tron i seient dels inques anomenat usnu en cada "wamani", va assenyalar. | » |
| — Felipe Guamán Poma de Ayala | |   |

### Estructura de l'ushnu
L'ushnu era una piràmide rectangular formada per cinc plataformes, i s'hi accedia a la part més alta per una escalinata, tota de pedra. Al cim n'hi havia una butaca doble llaurada en pedra que, segons la tradició, estava coberta de làmines d'or i era on s'asseien l'inca i la coya (la seua esposa) per a impartir justícia i presidir les cerimònies que es feien a la plaça. Els ushnu més perifèrics eren més precaris, però seguien preceptes arqueoastronòmics prou rígids. Cal ressaltar les referències de certs documents etnohistòrics que indiquen que es construïen en places i dins la xarxa viària inca, i on es feien ofrenes de chicha en rituals, com el Capac Hucha; sobretot es tracta de llocs de sacrifici i libació.
Les referències als trets dels ushnus de l'Imperi inca s'han descrit en els estudis de Zuidema, Hyslop i Raffino et al. I particularment en la zona central del Chinchaysuyu, a Huanuco Pampa per Shea, Morris i Thompson; a Taparaku per Serrudo; a Pumpu i Chakamarca per Matos i Matos et al. el 1996.

## Preceptes astronòmics delsushnus

### Planificació, organització radial i alineaments astronòmics
A Cusco, l'ushnu era també un lloc destinat a observacions astronòmiques. Així ho demostren les recerques de Zuidema, que esmenta que "l'ushnu fou el centre arquitectònic de la plaça del Cusco i, amb el Temple del Sol, va influir en el traç del plànol general de la ciutat". L'ushnu tenia una doble funció: astronòmica i com a capital imperial. L'organització de l'espai de Cusco es basava en el sistema de ceques, el centre del era el Coricancha. Algunes huacas dels ceques servien de referència per a observacions astronòmiques fetes des de l'ushnu (Zuidema, 1974/76, 1981). Així, alguns huacas i ceques s'associaven a fenòmens astronòmics específics (Zuidema 1974/76). Per tant, part de l'organització d'aquest sistema seria d'ordre radial i astronòmic.

### Organització radial
El model està dividit en les quatre direccions cardinals bàsiques en quatre quadrants (NE, ES, NW, SW), cadascú amb quatre direccions astronòmiques, i en total n'hi ha 20 direccions emprades per a la planificació dels tambos del Chinchaysuyu.

### Cosmovisió i urbanisme
Aquests ushnus es construïren per entendre's segons la imatge que els inques volien projectar. El món apareixia compost per tres plans, Hanan Pacha (el món de dalt), Kay Pacha (el món d'ací) i Uku Pacha o el món dels morts i també d'allò que es trobava sota la superfície de la Terra. En quítxua, pacha significa alhora 'temps' i 'espai'.
D'una manera eficient, en estar units a les seues deïtats astrals, i ser el punt de connexió entre els mons de baix (Uku Pacha) i de la superfície on vivien (Kay Pacha), tenen la funció de revelar el coneixement del Pacha com a temps i espai; i representen, a l'hora de realitzar les cerimònies, una espècie de "teatralitat del poder", en què el sapa inca ocupa la posició central sobre el punt que connecta totes les direccions sagrades, no sols de manera tridimensional sinó, alhora, la dimensió temporal. Estant l'artifici de l'ushnu i l'organització d'espais elaborats de manera conjunta, creen un escenari que construïsca una consciència col·lectiva uniforme. En fer ús d'idees que existien en els territoris conquerits, i emprar-les per a legitimar la seua posició imperialista, asseguraven també la dominació ideològica. I aquests tampus eren creacions de Nous Cuscos que: "poden ser comparades en molts sentits amb un enorme escenari usat per l'estat per a la integració d'una àrea interior fragmentada", com ho proposa Morris.
Es percep també un afany de connectar simbòlicament els llocs sagrats dels territoris conquerits mitjançant el Qapaq Ucha, amb els llocs sagrats que ells estan creant, que no són solament huacas, sinó amb els ushnus, que estan connectats a tot el cosmos.
La Qapaq Ucha degué ser la més gran de les cerimònies de l'Imperi inca.

## Evolució
Els rituals es feren a poc a poc més complexos i l'ushnu en l'època inca no sols seria el lloc destinat a libacions, sinó també es vincularia amb sacrificis de xiquets, xiquetes i animals, així com amb la crema de teixits i altres ofrenes.